# Aleixo do Congo
Aleixo foi o manicongo (rei) do Reino do Congo entre 1791 e 1793. 

## Biografia
Aleixo foi o sucessor de Álvaro XII. Seu reinado foi curto, sabe-se de sua existência devido a uma embaixada enviada a Luanda em 17 de março de 1792, onde o rei pedia ao governador um padre para coroa-lo. O governador envia o padre capuchinho Raimondo Di Dicomano, que é recebido pelo rei, mas morre pouco tempo depois e é sucedido por Joaquim. 